# Тупапа Мараеренга
Футбольний клуб «Тупапа Мараеренга» (англ. Tupapa Maraerenga Football Club) — футбольний клуб Островів Кука з міста Аваруа. Команда грає в Круглому Кубку Островів Кука і Кубку Островів Кука.

## Історія
«Тупапа Мараеренга» є найуспішнішим клубом на Островах Кука. Клуб 19 разів виграв Круглий Кубок Островів Кука, чемпіонат островів, та 9 разів виграв Кубок Островів Кука.

### Друге тисячоліття
Початок тисячоліть став для клубу новою ерою. Фактично, у 2000-х роках «Тупапа» та «Нікао Сокаттак» змагалися за чемпіонство, причому перший клуб здобув 4 чемпіонства, а другий — 6. «Тупапа» виграв 3 чемпіонства поспіль у 2001, 2002 та 2003 роках, перш ніж «Нікао» повторив це досягнення, і переможну серію «Нікао» «чорно-білі» перервали в 2007 році.

#### Перші виступи в континентальних турнірах
«Тупапа Мараеренга» став першим клубом з Островів Кука, який виступав у континентальних турнірах, взявши участь у клубному чемпіонаті ОФК 2001 року. Клуб потрапив до групи B, та зайняв 4 місце з 5 команд, зазнавши 3 поразок і здобувши 1 перемогу. Перша перемога в континентальному кубку, яка була здобута проти клубу «ПанСа», початково була програна з рахунком 0-4, проте пізніше «Тупапа Мараеренга» отримала технічну перемогу 2–0 через те, що команда з Американського Самоа виставила незаявлених гравців.
Клуб мав брати участь у попередньому раунді Ліги чемпіонів ОФК 2008—2009 років, однак знявся ще до початку змагань.
Після перемоги у Круглому Кубку Островів Кука 2011 року команда взяла участь у Лізі чемпіонів ОФК 2012—2013 років, починаючи з попереднього раунду. Здобувши перемогу в групі попереднього раунду, «Тупапа Мараеренга» вибула в раунді плей-оф від клубу «Мон-Дор».

#### Домінування в лізі та повернення на континентальну арену
У 2010-х роках «Тупапа Мараеренга» став новою домінуючою командою в чемпіонаті островів, клуб виграв 8 із 10 чемпіонатів за десятиліття (клуб «Пуайкура» виграв інші 2 чемпіонати). У 2017 році клуб повернув чемпіонство з рук «Пуайкури», випередивши клуб «Нікао Сокаттака», який посів друге місце, на 9 очок, та повернувся до Ліги чемпіонів ОФК. У 2018 році вперше клубу вдалося подолати попередній раунд, вигравши всі свої 3 ігри та здобути перемогу в груповому турнірі. Після першого виходу до групового етапу (у 2001 році не було відбіркового раунду) команда потрапила до групи А, де програла всі свої ігри та вибула з турніру.
У Лізі чемпіонів ОФК 2019 року клуб повторив те саме досягнення, очоливши свою відбіркову групу, та випередивши своїх опонентів із Самоа. «Тупапа Мараеренга» потрапила в групу D з «Окленд Сіті» та «Мажентою», яка була, імовірно, найскладнішою групою турніру. Проте клуб із Островів Кука програв усі свої ігри з різницею м'ячів у -35, забивши лише 2 голи.
Після третього поспіль чемпіонського титулу «Тупапа» повернулася до Ліги чемпіонів ОФК, знову пройшовши кваліфікацію до групового етапу, де мали грати на Новій Каледонії. Однак команда була змушена знятися з групового етапу через те, що троє її гравців не змогли підтвердити свою вакцинацію проти кору в Управлінні охорони здоров'я та соціальних справ Нової Каледонії.
Після перемоги в чемпіонаті островів у 2022 році «Тупапа Мараеренга» отримала місце у кваліфікаційному етапі Ліги чемпіонів ОФК у 2023 році, але не змогли пройти далі після поразки від клубу «Лупе о ле Соага».
Здобувши ще один чемпіонський титул у 2024 році, клуб «Тупапа» виграв 8 з останніх 10 чемпіонських титулів, і 16 з останніх 25 чемпіонських титулів. У чемпіонаті давно не було такого домінуючого клубу з тих пір, як клуб «Тітікавека» поспіль вигравав титули в 1970-х і 1980-х роках.

## Жіноча команда
Клуб «Тупапа Мараеренга» має свою команду в жіночому чемпіонаті Островів Кука. Команда 15 разів ставала чемпіонками островів, а також виграла 15 кубків островів. Після перемоги в чемпіонаті 2024 року команда вперше візьме участь у Лізі чемпіонів ОФК серед жінок у 2025 році.

## Титули і досягнення
- Чемпіон Островів Кука (19)[3][2]: 1992, 1997, 1998—1999, 2001, 2002, 2003, 2007, 2010, 2011, 2012, 2014, 2015, 2017, 2018, 2019, 2020, 2022, 2023, 2024
- Володар Кубка Островів Кука (9)[3]: 1978, 2001, 2004, 2009, 2013, 2015, 2018, 2019, 2023